# ستيف فيلدينغ
ستيف فيلدينغ (بالإنجليزية: Steve Fielding)‏ هو مهندس وسياسي أسترالي، ولد في 17 أكتوبر 1960 في ملبورن في أستراليا. حزبياً، نشط في حزب العائلة أولًا ‏. وقد انتخب عضو مجلس الشيوخ الأسترالي ‏ عن دائرة فيكتوريا (1 يوليو 2005 – 30 يونيو 2011).